# Човјек од ријечи
„Човјек од ријечи“ је југословенски филм из 1983. године. Режирао га је Ванча Кљаковић, а сценарио је писао Славко Колар.

## Улоге
| Глумац              | Улога          |
| ------------------- | -------------- |
| Свен Ласта          | Мато Зукановић |
| Марко Форетић       |                |
| Јелена Груић        |                |
| Александар Грунбаум |                |
| Рикард Симонели     |                |
| Звонко Стрмац       |                |
| Антун Тудић         |                |
| Каћа Жупчић         |                |